# Dendrobium sculptum
Dendrobium sculptum är en orkidéart som beskrevs av Heinrich Gustav Reichenbach. Dendrobium sculptum ingår i släktet Dendrobium, och familjen orkidéer. Inga underarter finns listade i Catalogue of Life.

## Bildgalleri

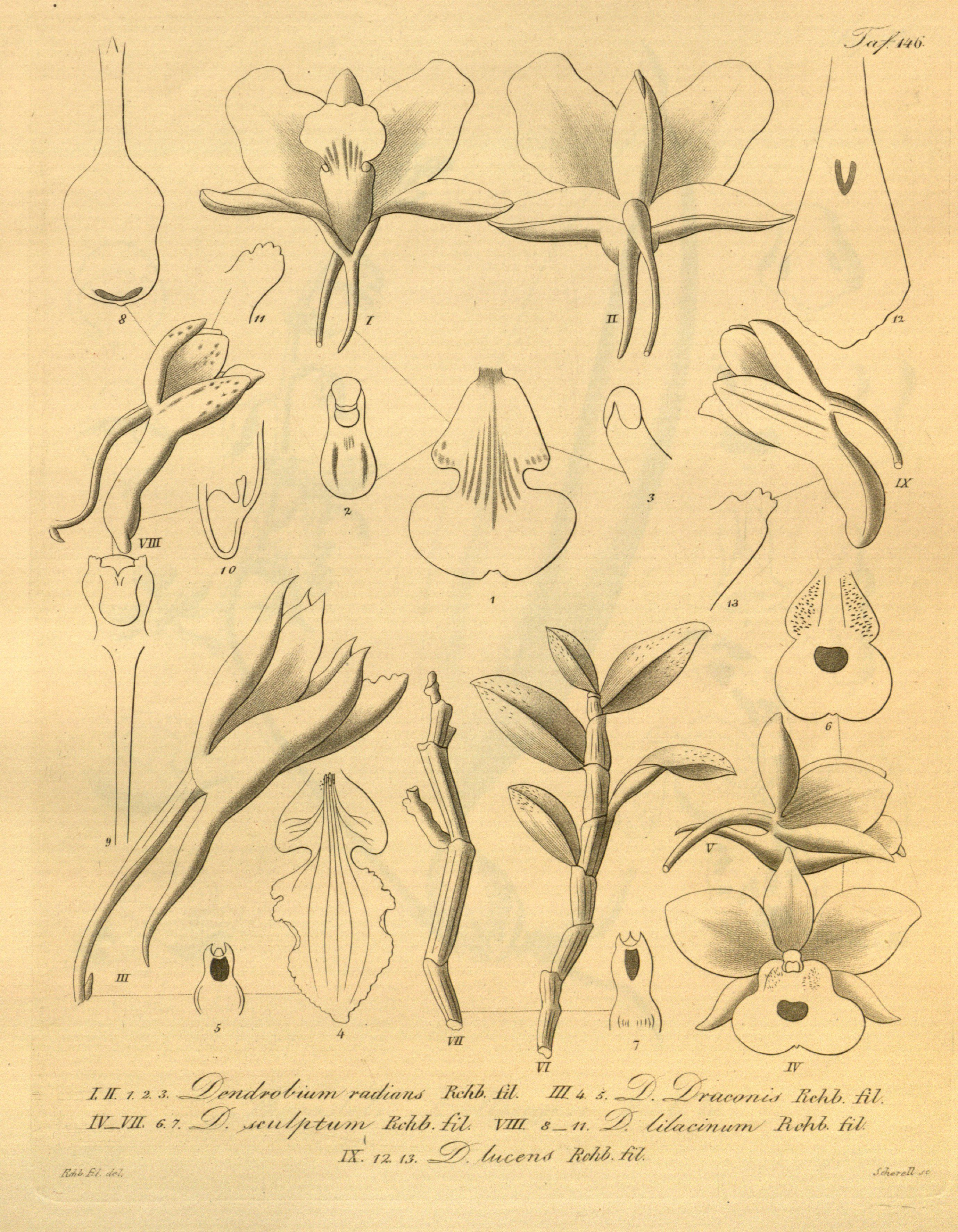